# Testvérek (televíziós sorozat, 2021)
A Testvérek (eredeti cím: Kardeşlerim) egy 2021 és 2024 között vetített török televíziós sorozat, melynek főszereplői Celil Nalçakan, Fadik Sevin Atasoy, Cüneyt Mete, Halit Özgür Sarı, Su Burcu Yazgı Coşkun és Yiğit Koçak.
Törökországban 2021. február 20-a és 2024. június 8. között sugározta az ATV, Magyarországon 2022. október 14-e és 2024. szeptember 26-a között vetítette a TV2, emellett az Izaura TV minden hétköznap este megismételte az aznapi epizódokat.

## Ismertető
A történet négy árván maradt gyerekről, a 19 éves Kadirról, a 17 éves ikrekeről, Ömerről és Asiyéről, valamint a 6 éves Emelről szól, akik Veli és Hatice gyermekei. Egy nap azonban Hatice rájön, hogy a főnöke az üzlettársa feleségével folytat viszonyt. A szerencsétlen események sorozata folytatódik, és a négy testvér elveszíti az édesanyját és édesapját is mind ugyan azon a napon.Miközben szüleiket gyászolják, és próbálnak talpra állni, nem is sejtik, hogy szüleik halálát apjuk egykori főnöke, Akif Atakul okozta. A férfi, hogy rejcse bűneit, állást ajánl Kadirnak, és felveszi Ömert és Asiye-t a tulajdonában lévő magániskolába. A négy nehézsorsú testvér útja keresztezi a gazdagok gyermekek világát, ezzel pedig kiszámíthatatlan barátságok és lehetetlen szerelmek szövődnek a két teljesen más világból érkezett tinik között.

## Szereplők
| Színész               | Szereplő | Évad      | Magyar hang       |
| --------------------- | --- | --------- | ----------------- |
| Celil Nalçakan        | Akif Atakul, a fő antagonista,sármos ,antihős, Doruk, Melisa és Kaan édesapja, Nebahat volt férje, Suzan volt szeretője, Harika volt mostohaapja, Hatice, Veli, Kenan és Resul gyilkosa. A 2. évad végén Akif csődbe megy, majd lassan visszanyeri gazdagságát, és a sorozat előrehaladtával egyre inkább komikus antihős lesz. Bizonyos körülmények között segíti az Eren családot is. Valódi sorsa a finálé során derült ki. | 1–2. 3–4. | Maday Gábor       |
| Halit Özgür Sarı      | Kadir Eren, Hatice és Veli fia, a négy testvér közül a legidősebb, testvérei két biológiai húga (Asiye és Emel) és öccse Ömer. Az első két évad fontos szereplője, Melisa párja.Őszinte, szorgalmas és távolságtartó fiatalember volt. Az anyai és apai szerepet is magára vállalta, hogy gondoskodjon fiatalabb testvéreiről a szüleik halála után. Melisa tudtán kívül autóbalesetben meghalt. |           | Hamvas Dániel     |
| Fadik Sevin Atasoy    | Şengül Eren, Kadir, Asiye, Emel és Ömer kényszeres, büszke és pénzéhes,apai nagynénje. Orhan felesége, Oğulcan, Aybike és Umutcan anyja. Megbocsáthatatlan cselekedeteket követett el, amelyeket később megbánt. Egy buszbalesetben életét veszti. |           | Pikali Gerda      |
| Cüneyt Mete           | Orhan Eren, Şengül csendes és jószívű férje, Veli testvére, Oğulcan, Aybike és Umutcan apja és Kadir, Asıye, Ömer Emel apai nagybátyja. A második évadban elvált Sengültől, az Eren családban történt néhány botrány után, egy pékségben találkozik leendő feleségével, Gönüllel. Ők ketten megszöktek, de később elváltak, miután Orhan megtudta, hogy volt felesége, Sengül harmadik gyermeküket, Umutcant várja. |           | Dévai Balázs      |
| Su Burcu Yazgı Coşkun | Asiye Eren, társszereplő Ömer mellett a 2–4. évadokban. Veli és Hatice lánya, Kadir, Emel húga és Ömer örökbefogadó ikertestvére. Doruk barátnője. Okos és tehetséges tanuló és énekes volt. Doruk mellett ügyvéd és hivatásos énekesnő akart lenni. Lövés következtében elhunyt. |           | Bartus Emese      |
| Yiğit Koçak           | Ömer Eren, főszereplő a második évadtól, Kadir halála után. Suzan és Ahmet biológiai fia, Harika anyai féltestvére, Yasmin és Sarp apai féltestvére; Hatice és Veli örökbefogadott fia, Kadir és Emel fogadott bátyja, és Asiye fogadott ikertestvére. Annak ellenére, hogy introvertált, köztudottan kiváló tanuló, és hajlandó testvéreit megvédeni minden bajtól. A harmadik évad elején arrogánsabb, kapzsibb, és álgazdagabb életmódot folytat, de később visszatér régi önmagához. A második évad végén Süsen párja lesz. |           | Pál Dániel Máté   |
| Ahu Yağtu             | Suzan Manyasli, Kenan özvegye, Harika anyja, Ömer biológiai anyja, Akif volt felesége, és Ahmet felesége, teherbe estek Yamantól. Meghalt, miután Süreyya ás Akif véletlenül elütötték. |           | Gyöngy Zsuzsa     |
| Simge Selçuk          | Nebahat Şen, Suzan majd Ayla barátnője,Akif volt felesége, Doruk és Melisa anyja. Resul gyilkosa. |           | Solecki Janka     |
| Aylin Akpınar         | Emel Eren, Hatice és Veli lánya, a legfiatalabb Eren testvérek, Kadir és Asiye biológiai húga, valamint Ömer fiatalabb fogadott húga. Kedves lány, aki feltétel nélkül szereti testvéreit, de szíve mélyén elrejti a szülei utáni vágyat. Nagyon szereti a testvéreit. |           | Bak Julianna      |
| Cihan Şimşek          | Oğulcan Eren, Orhan és Şengül ügyetlen, de jó kedélyű fia, Aybike,Umutcan bátyja, Harika és Afra volt barátja. Kadir, Asiye és Emel biológiai unokatestvére, Ömer örökbefogadó unokatestvére. |           | Czető Ádám        |
| Melis Minkari         | Aybike Eren, Orhan és Şengül okos és szarkasztikus lánya, Oğulcan húga, Umutcan nővére,Asiye, Emel és Kadir biológiai unokatestvére, valamint Ömer, Berk barátnőjének örökbefogadó unokatestvére. |           | Engel-Iván Lili   |
| Onur Seyit Yaran      | Doruk Atakul, Akif és Nebahat jóképű fia, Melisa bátyja, Kaan apai féltestvére, Asiye barátja és Harika volt barátja. Közlekedési balesetben meghalt, miután hallott Kadir balesetéről. |           | Nagy Róbert       |
| Lizge Cömert          | Süsen Kılıç, Ömer barátnője, Harika legjobb barátnője, Kadir volt barátnője, tanúja volt Kadir halálának, de titokban tartotta. Véletlenül meggyilkolta Leylát, de titokban tartotta. A negyedik évadban rivalizál Lidyával, Tolga unokatestvérével. |           | Ruszkai Szonja    |
| Recep Usta            | Berk Özkaya, Elif ikertestvére, Doruk legjobb barátja, Resul és Ayla fogadott fia, akit biológiai anyjától, Aybike barátjától vettek. Biológiai anyját mostohaanyja, Ayla ölte meg. |           | Kretz Boldizsár   |
| Emre Yetek            | Burak, az Ataman iskola igazgatója |           |                   |
| Berk Ali Çatal        | Tolga Barçın, az első két évadban visszatérő ellenfele, később az Eren család barátja lesz a harmadik évadban történt családon belüli erőszakot követően. Ayse és Cemile volt barátja és Zehra férje (haláláig), és a negyedik évadban Yasmin pasija lesz. |           | Czető Roland      |
| Dilara Sümbül         | Elif Çetin, Berk ikertestvére, Ogulcan barátnője. |           | Szentesi Dorottya |
| Şeyma Korkmaz         | Süreyya Kılıç, Süsen anyja, sok évet Ukrajnában töltött volt férjével, Suzan gyilkosával, Ömer védelme közben lövés következtében meghalt. |           | Sallai Nóra       |
| Aslı Mavitan          | Ayla Kara, Berk fogadott édesanyja, Resul volt felesége. Nebahat egykori barátja, de ellenségekké váltak. Az egyik epizódban értesült volt férje haláláról az Atakul családnak köszönhetően. |           |                   |
| Evrim Doğan           | Gönül Eren, Orhan egykori felesége, Şengül riválisa, Afra lányával Németországba költözött |           | Zakariás Éva      |
| Ayşe Kökçü            | Fatma Eren, Orhan és Veli anyja, Kadir, Oğulcan, Aybike, Asiye, Emel és Umutcan nagymamája. Ő váltja Sengült a ház élén a negyedik évad második felében. |           |                   |
| Ecem Sena Bayır       | Afra Yıldız, Gönül lánya és Ogulcan volt barátnője, édesanyjához költözött Németországba. |           | Mikecz Estilla    |
| Nazlı Çetin           | Leyla Barçın, Tolga nővére, Süsen véletlenül lelökte a lépcsőn, lezuhanás közben beütötte a fejét, és belehalt sérüléseibe. |           | Kobela Kíra       |
| Enes Demirkapı        | Emir Ece, kisebb antagonista, Dora és Harika bántalmazó volt barátja, Ömer, Oğulcan, Doruk és Berk riválisa, Tolga egykori segítője, tudatlanul áthelyezték egy másik iskolába. |           | Baráth István     |
| Kaan Çakır            | Ahmet Yılmaz, Sarp és Yasmin apja, Ömer biológiai apja, Sevval volt férje, és Suzan menyasszonya, Sevval miatt közlekedési balesetben meghalt. |           | Tokaji Csaba      |
| Nihan Büyükağaç       | Şevval Yılmaz, Ahmet volt felesége, Yasmin és Sarp anyja. Ő a felelős volt férje, Ahmet és anyósa, Sevgi haláláért. Ahmet halála után ő lesz az Ataman College legújabb tulajdonosa. |           | Orosz Anna        |
| Eylül Lize Kandemir   | Yasmin Yılmaz, Ahmet és Şevval lánya, Sarp nővére, Ömer apai féltestvére, Ayaz unokatestvére és Sevgi unokája. Tolga barátnője a negyedik évadban. Gökhan gyilkosa Berk és Elif biológiai anyja. |           | Szabó Luca        |
| Ayla Polat            | Bahar, Zehra húga, Tolga örökbefogadó sógornője, valamint Akif és Nebahat örökbefogadott lánya. Emel legjobb barátja. Aranyos lány, aki szereti a családját és a plüssállatokat. |           | Schmidt Regina    |
| Atakan Özkaya         | Sarp Yılmaz, Fő antagonista a harmadik és negyedik évadban. Ahmet és Şevval fia, Yasmin testvére, Ömer apai féltestvére, Ayaz unokatestvére és Sevgi unokája. A harmadik évadban Sarp váltja Emírt és Tolgát, mint az iskolai zaklató. Lidya szerelme. |           | Pásztor Tibor     |
| Yıldız Kültür         | Sevgi Yılmaz, Ahmet anyja, Sarp, Yasmin, és Ömer apai nagymamája. Gazdag üzletasszony volt, aki miután megtudta elveszett unokája (Ömer) tragikus életét, és úgy döntött, segít az Eren családnak. Şevval előtt halt meg, mert nem akarta kiengedni az alagsorból. |           | Zsurzs Kati       |
| Eren Ören             | Kaan Atakul, Akif fia, Melisa és Doruk apai féltestvére, az iskola korlátjára zuhanva halt meg. |           | Markovics Tamás   |
| Damlasu İkizoğlu      | Melisa Atakul, Akif és Nebahat lánya, Doruk húga, Kaan apai féltestvére, és Kadir barátnője. Harika baráti társaságából ő volt a négy lány közül a legkedvesebb és legokosabb. Soha nem diszkriminálta az Eren testvéreket az első évadban rossz életkörülményeik miatt. Ehelyett meghívta őket a születésnapi bulijára, bátyja, Doruk és barátai nagy megdöbbenésére. Randevúzni kezdett Kadirral, az idősebb testvérrel, és barátai lassan elfogadták az Eren testvéreket olyannak akik valójában. Véletlenül megölte Kadirt, miközben a szemközti utakon vezetett, amiért magát hibáztatta. Egy svájci pszichiátriai kórházba küldték, miután Kadir balesete után elment az esze. |           | Károlyi Lili      |
| Zehra İrem Elçin      | Lydia Soydan, Yaman lánya, Tolga unokatestvére, Sarp volt barátnője és Süsen riválisa. Kanadába költözött. |           | Tamási Nikolett   |
| Gözde Türker          | Harika Manyasli, Kenan és Suzan lánya, Ömer anyai féltestvére, Doruk, Emir és Oğulcan volt barátnője. Süsen, Tayla és Melisa legjobb barátja. Gyűlölte az Eren családot, amíg ki nem derült, hogy Ömer a féltestvére volt, amit eleinte rosszallott, és hogy korábbi gazdag státusza idő előtt véget ért az apja halála és Suzan Akiftól való szerződésszegése miatt. Annak ellenére, hogy normális életet él, továbbra is luxusdolgokra költ saját magának, de Oğulcan révén megtanult megbarátkozni az Eren családdal, és segíteni édesanyjának és barátainak a nehéz időkben. Elhagyta Isztambult, hogy új életet kezdjen.                                                        |           | Boldog Emese      |
| Berk Bakioğlu         | Ayaz Sönmez, Ahmet és Şevval unokaöccse, Sarp és Yasmin unokatestvére, Ömer félunokatestvére. Érzelmeit Asiye iránt a halála előtt tárja fel. |           | Gacsal Ádám       |
| Selen Domaç           | Ayten Atakul, Orhan első szeretője, akivel van egy lánya, akit Cansunak hívnak, Akif elveszett nővére |           |                   |
| Melisa Bostancıoğlu   | Cansu Eren, Ayten és Orhan törvénytelen lánya, Oğulcan, Aybike és Umutcan féltestvére. |           |                   |
| Çağla Şimşek          | Ayşe, Tolga és Ömer korábbi szerelme, édesanyja betegsége miatt Bursába költözött. |           | Laudon Andrea     |
| Cengiz Tangör         | Veli Eren, Kadir, Asiye és Emel biológiai elhunyt apja, Orhan bátyja, Hatice férje, Ömer örökbefogadó elhunyt apja, Akif lelökte egy épületről és meghalt. |           |                   |
| Güzin Alkan           | Hatice Eren, Kadir, Asiye és Emel biológiai elhunyt anyja, Ömer, Veli felesége elhunyt örökbefogadó anyja, közlekedési balesetnek álcázott gyilkosság áldozata lett. |           |                   |
| Kaan Sevi             | Mazlum, Kadir barátja, Tayla barátja, Kadir halála után távozott, és Taylával utazott. |           | Fehérváry Márton  |
| İrem Salman           | Tayla, Harika barátja, és Mazlum barátnője, Mazlummal egy másik országba utazott. |           | Hermann Lilla     |
| Nilsu Yılmaz          | Cemile Akgün, Tolga volt barátnője, más országba utazott. |           |                   |
| Ogün Kaptanoğlu       | Resul Özkaya, Ayla férje, Berk örökbefogadó apja, azután halt meg, hogy a fejével az asztalnak ütközött. |           |                   |
| Murat Onuk            | Kenan Manyasli, Suzan elhunyt férje, Harika apja és Akif régi üzlettársa, közlekedési balesetben meghalt. |           |                   |
| Zeki Eker             | Tarhan Barçın, fő antagonista, Tolga és Leyla bántalmazó apja, egy kapzsi és korrupt üzletember, letartóztatták, mert fegyverrel fenyegette, és megpróbálta megölni Tolgát és Oğulcant. |           | Rosta Sándor      |
| İlayda Sezgin         | Zehra Güven Barçın, Tolga volt felesége, lövés következtében meghalt. |           |                   |
| Mark Raymund          | Mahir Doğan, egy szerelő, aki megmentette Akifot attól, hogy agyonlője magát, Ankarába költözött a bátyjához. |           | Szalay Csongor    |
| Ilgaz Kaya            | Dora, Emir volt barátnője, egy másik iskolába került, miután Kaan véletlenül meghalt egy esés következtében, amelyet Süsen rendezett. |           |                   |
| Barış Aksavaş         | İsmail, Sevgi inasa és barátja. |           | Gyurin Zsolt      |
| Murat Divitçioğlu     | Gökhan, Visszatérő antagonista. Berk és Elif biológiai apja. Egy bűnöző, akiről ismert volt, hogy szerencsejáték-függősége volt, és fiát, Berket pénznyereségre használta. Rivalizált Berk örökbefogadó mostohaanyjával, Aylával. A fejét ért ütés következtében meghalt. |           |                   |

## Évados áttekintés
| Évad | Évad | Vetítés ideje | Epizódok | Epizódok | Epizódok száma | Megjelenés éve | Eredeti sugárzás     | Eredeti sugárzás | Eredeti sugárzás   | Magyar sugárzás      | Magyar sugárzás  | Magyar sugárzás |
| Évad | Évad | Vetítés ideje | Török    | Magyar   | Epizódok száma | Megjelenés éve | Évadpremier          | Évadfinálé       | Eredeti adó        | Évadpremier          | Évadfinálé       | Magyar adó      |
| ---- | ---- | ------------- | -------- | -------- | -------------- | -------------- | -------------------- | ---------------- | ------------------ | -------------------- | ---------------- | --------------- |
|      | 1.   | Szombat 20.00 | 18       | 63       | 1–18           | 2021           | 2021. február 20.    | 2021. június 19. |                    | 2022. október 14.    | 2023. január 19. |                 |
|      | 2.   | Szombat 20.00 | 38       | 137      | 19–56          | 2021–2022      | 2021. szeptember 11. | 2022. június 11. | 2023. január 20.   | 2023. augusztus 7.   |                  |                 |
|      | 3.   | Szombat 20.00 | 38       | 115      | 57–94          | 2022–2023      | 2022. szeptember 3.  | 2023. június 10. | 2023. augusztus 8. | 2024. január 25.     |                  |                 |
|      | 4.   | Szombat 20.00 | 38       | 128      | 95–132         | 2023–2024      | 2023. szeptember 9.  | 2024. június 8.  | 2024. március 25.  | 2024. szeptember 26. |                  |                 |